# 민자역사

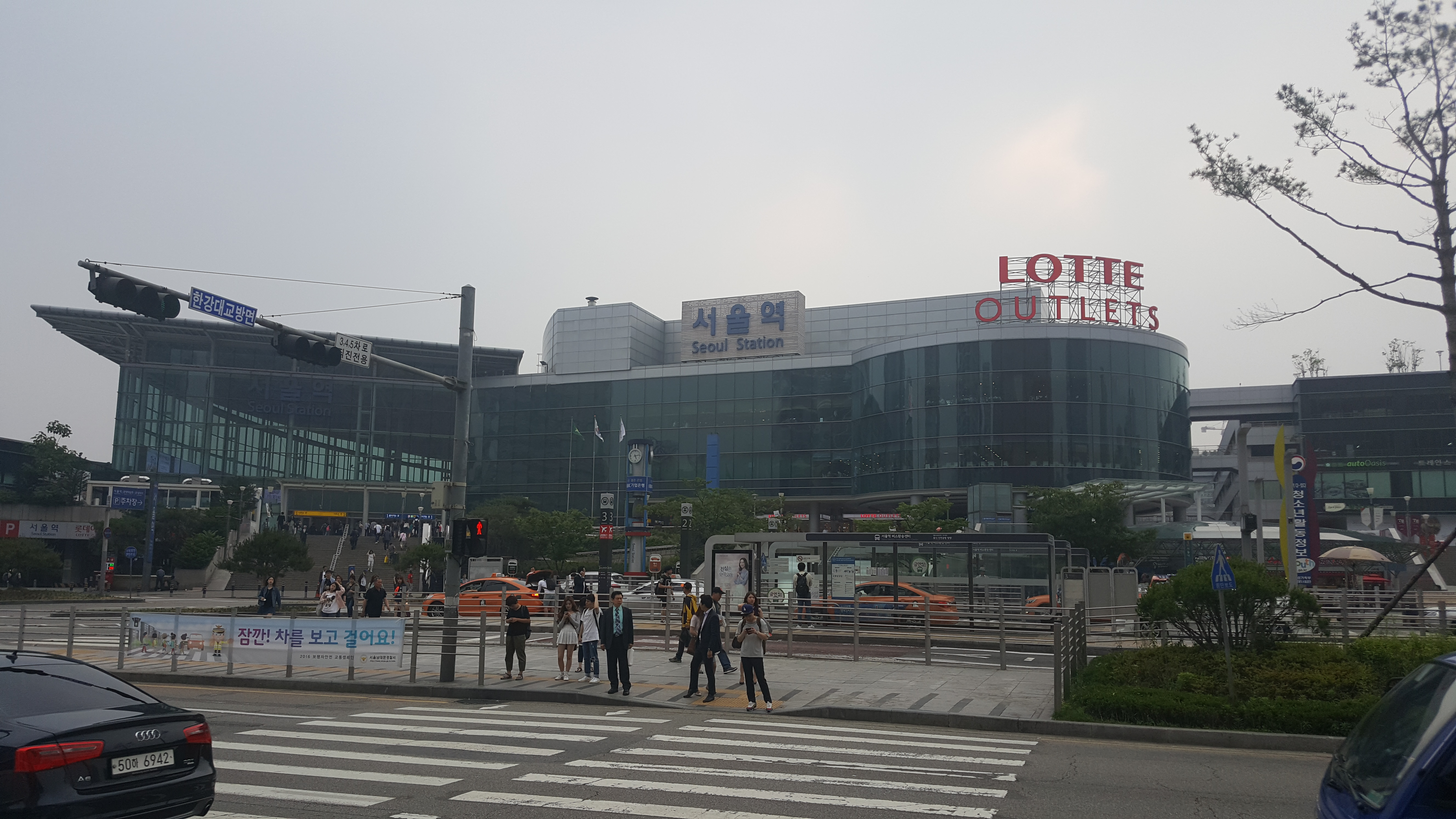
대표적인 민자역사인 서울역의 모습.

민자역사(民資驛舍)는 민간 자본으로 건설된 역사(驛舍)의 줄임말로서, 민간 기업 등의 자본이 투입되어 건설된 이후, 소유권을 국영기관으로 이전하되 임대형 민자사업으로 전환하여 일정 기간 동안 위탁 운영되는 철도역을 일컫는 말이다. 대한민국에서 주로 사용되는 개념이다.

## 개요
민자역사는 철도역을 신축하고 운영되는 데 소요되는 세금을 절감하면서, 동시에 지역경제를 활성화한다는 의의를 갖고 있다. 이에 따라 1982년 당시 대한민국 철도청에서는 세금을 절감하는 목적 등으로 국유재산법을 개정하는 등의 규정 마련을 통해 민자역사를 전국 주요 역사에서 유치했다. 민자역사는 1986년 서울특별시 영등포역 부지에 민자역사를 설립하는 '롯데역사 주식회사'가 설립되어, 1987년 개장하여 부지와 건물은 국가가 소유하되 운영권을 30년 동안 민간 기업이 소유하는 형태로 가동되기 시작했다. 이어 서울역에서도 서울 올림픽 유치 등을 이유로 민자역사가 1988년 개장해, 대한민국에서의 민자역사의 역사가 시작되었다.
민자역사는 건설비를 절감하며 상권을 확보한다는 점에서 여러 주요 역에서 시도되거나, 건설되어 영업 중에 있다. 최근에는 민자역사의 임대형 민자사업 사업 만기기한이 도달함에 따라 영등포역 민자역사 등의 재입찰을 두고 롯데, 신세계, 애경 등의 대기업이 경쟁을 벌이는 등 경제적인 이슈가 벌어지기도 했다.
사기·횡령·배임 등의 전력이 있는 개발업자를 사업자로 선정한 노량진역, 천안역 등은 중도에 무산되었다. 창동역은 2017년 12월부터 법정관리를 받아왔다. 2007년 공사가 시작되었으나 사업 주관사가 잘못된 연대지급보증으로 부도를 내 공정률 27.57%에서 공사가 멈추어 2019년 12월 현대산업개발과 조건부 인수계약을 했다.

## 민자역사 목록
| 민자역사 | 개장   | 사업자              | 입점업체                                        | 점용 만료기간    |
| -------- | ------ | ------------------- | ----------------------------------------------- | ---------------- |
| 서울역   | 1989년 | 한화커넥트          | 1차 갤러리아백화점 2차 롯데마트, 롯데아울렛     | 2017년 12월 31일 |
| 용산역   | 2004년 | 현대산업개발        | 아이파크몰, 이마트                              | 2034년 9월 21일  |
| 영등포역 | 1991년 | 롯데                | 롯데백화점                                      | 2017년 12월 31일 |
| 산본역   | 1997년 | SM                  | 뉴코아아울렛                                    | 2027년 11월 27일 |
| 부천역   | 1999년 | 개인사업자          | 이마트                                          | 2029년 1월 27일  |
| 부평역   | 2000년 | 대아건설+개인사업자 | 롯데마트, 롯데아울렛                            | 2030년 2월 20일  |
| 수원역   | 2003년 | 애경+롯데건설       | AK플라자, 롯데마트, 롯데백화점, CGV, 롯데시네마 | 2033년 2월 10일  |
| 안양역   | 2002년 | 개인사업자          | 엔터식스                                        | 2032년 5월 6일   |
| 대구역   | 2003년 | 롯데                | 롯데백화점                                      | 2033년 2월 12일  |
| 청량리역 | 2010년 | 한화커넥트          | 롯데백화점, 롯데마트                            | 2040년 8월 5일   |
| 평택역   | 2009년 | 애경                | AK플라자                                        | 2039년 4월 10일  |
| 의정부역 | 2012년 | 신세계              | 신세계백화점                                    | 2042년 4월 9일   |
| 왕십리역 | 2008년 | 비트플렉스          | 엔터식스, 이마트                                | 2038년 9월 2일   |
| 동인천역 | 1989년 | 개인사업자          | 1차 인천백화점 2차 화상 경륜장                  |                  |
| 신촌역   | 2006년 | 대아건설+개인사업자 | 밀리오레(철수)+메가박스                         | 2036년 9월 11일  |

## 같이 보기
- 철도역
- 임대형 민자사업
- 수익형 민자사업